# Мощеново (Псковская область)
Мощеново — деревня в Опочецком районе Псковской области России. Входит в состав Макушинской волости Опочецкого района.
Расположена в 17 км к западу от города Опочка, на правом берегу реки Исса, к северо-западу от волостного центра, деревни Макушино.
Численность населения по состоянию на 2000 год составляла 12 человек, на 2012 год — 13 человек.
До 2006 года входила в состав Петровской волости с центром в д. Макушино.